# Michele Besaggio
Michele Besaggio (Monselice, 28 aprile 2002) è un calciatore italiano, centrocampista dell'Avellino.

## Caratteristiche tecniche
Dotato di buona qualità tecnica e nel palleggio, può giocare sia come mezzala che come trequartista, oltre alla sua notevole forza fisica e alla sua velocità. Inoltre, tra i suoi idoli ha citato: Philippe Coutinho, Alessandro Del Piero e Goran Pandev.

## Carriera

#### Gli inizi
Besaggio inizia a muovere i primi passi nel calcio all'età di quattro anni, nel 2006, quando inizia a giocare nel Merlara, squadra dilettantistica nel padovano. Passa poi nelle trafile dell'Urbana, comune limitrofo a quello d'origine, venendo notato dagli osservatori del Vicenza, dove si trasferisce all'età di quattordici anni. Con la squadra veneta trascorre due stagioni prima di approdare nelle giovanili del Genoa. Nella prima annata con i grifoni, totalizza 24 presenze e 5 reti nel campionato Under-17, disputando anche il Torneo di Viareggio 2019 ed esordendo con la Primavera il 30 marzo 2019 nella sconfitta per 4-2 contro la Roma. Il 21 dicembre seguente, realizza la sua prime rete con la Primavera nel pareggio contro l'Empoli per 1-1. Il 13 febbraio 2021 segna la sua prima doppietta nella vittoria per 3-2 contro il Cagliari. Nella stagione seguente viene promosso a Capitano segnando ben 12 reti in 33 presenze.

#### Juventus Next Gen
Il 25 agosto 2022 viene ufficializzato il suo passaggio in prestito alla Juventus Next Gen, militante in Serie C. Debutta tra i professionisti il 3 settembre 2022, subentrando nella prima giornata di campionato vinta per 2-0 contro il Trento. Nella gara successiva fornisce il suo primo assist nei professionisti per il gol del pareggio nei minuti di recupero della sfida contro il Pordenone (1-1). Diventa subito una pedina importante per i bianconeri diventando presto titolare. Il 2 ottobre seguente realizza la sua prima rete nei professionisti, su rigore, con il gol del vantaggio contro la Pergolettese (1-1). Va nuovamente in rete quattordici giorni dopo nella vittoria per 3-0 contro la Pro Sesto. Il 15 ottobre esordisce anche in Coppa Italia di Serie C nella vittoria degli ottavi di finale contro il Sangiuliano City vinto per 1-0. Durante la sosta dovuta ai Mondiali viene anche convocato con la prima squadra in occasione dell'amichevole del 17 dicembre contro l'Arsenal, senza però scendere in campo. L'11 aprile seguente, disputa la sua prima finale in carriera che viene però persa per un totale di 5-3 contro il Vicenza. A fine stagione non viene riscattato, concludendo l'annata con 39 presenze totali e 2 reti, oltre a 5 assist.

#### Brescia
Il 29 agosto 2023 viene ceduto a titolo definitivo al Brescia, militante in Serie B. Debutta con le Rondinelle il 3 settembre successivo subentrando nei minuti finali della sfida contro il Cosenza, vinta per 1-0. Disputa la prima gara da titolare nella sconfitta esterna contro il Cittadella per 3-2. Con l'approdo di Rolando Maran trova meno spazio, non vedendo il campo per addirittura sette partite consecutive, prima di subentrare il 27 gennaio 2024 nella sconfitta per 1-0 contro la Cremonese. Ritrova il campo con costanza nelle ultime dieci giornate di campionato, venendo impiegato come titolare in nove partite su dieci. Il 18 maggio seguente gioca da titolare anche il preliminari dei play-off, perso per 4-2 contro il Catanzaro.
Nella nuova stagione trova più minutaggio già dalle prime gare di campionato ed il 30 settembre 2024, segna la sua prima rete in Serie B e con le Rondinelle aprendo le marcature nel derby casalingo vinto per 3-2 contro la Cremonese.

#### Avellino
Dopo essere stato svincolato a causa del fallimento del Brescia, il 18 luglio 2025 firma con l'Avellino, neopromosso in Serie B, un contratto triennale.

## Statistiche

### Presenze e reti nei club
Statistiche aggiornate al 13 maggio 2025.
| Stagione        | Squadra           | Campionato      | Campionato | Campionato | Coppe nazionali | Coppe nazionali | Coppe nazionali | Coppe continentali | Coppe continentali | Coppe continentali | Altre coppe | Altre coppe | Altre coppe | Totale | Totale |
| Stagione        | Squadra           | Comp            | Pres       | Reti       | Comp            | Pres            | Reti            | Comp               | Pres               | Reti               | Comp        | Pres        | Reti        | Pres   | Reti   |
| --------------- | ----------------- | --------------- | ---------- | ---------- | --------------- | --------------- | --------------- | ------------------ | ------------------ | ------------------ | ----------- | ----------- | ----------- | ------ | ------ |
| 2022-2023       | Juventus Next Gen | C               | 33         | 2          | CI-C            | 6               | 0               | -                  | -                  | -                  | -           | -           | -           | 39     | 2      |
| 2023-2024       | Brescia           | B               | 21+1       | 0          | -               | -               | -               | -                  | -                  | -                  | -           | -           | -           | 22     | 0      |
| 2024-2025       | Brescia           | B               | 35         | 1          | CI              | 0               | 0               | -                  | -                  | -                  | -           | -           | -           | 35     | 1      |
| Totale Brescia  | Totale Brescia    | Totale Brescia  | 56+1       | 1          |                 | 0               | 0               |                    | -                  | -                  |             | -           | -           | 57     | 1      |
| 2025-2026       | Avellino          | B               | 0          | 0          | CI              | -               | -               |                    | -                  | -                  |             | -           | -           | 0      | 0      |
| Totale carriera | Totale carriera   | Totale carriera | 89+1       | 3          |                 | 6               | 0               |                    | -                  | -                  |             | -           | -           | 96     | 3      |